# Milk River (Alberta)
Milk River – miasto w Kanadzie, w prowincji Alberta, nad rzeką Milk River.
- Liczba mieszkańców: 816
- Powierzchnia: 2,39 km²